# Сергеев, Александр Алексеевич (тренер)
Александр Алексеевич Сергеев (11 ноября 1933, д. Городки, Удомельский район, Тверской округ, Московская область, РСФСР — 14 декабря 2016, Тверь, Российская Федерация) — советский и российский тренер по гребле на байдарках и каноэ, заслуженный тренер СССР.

## Биография
В детстве увлекался лыжным спортом. После службы в Советской Армии заведовал сельским клубом. Затем окончил советскую партийную школу в Твери, непродолжительное время работал инспектором в УВД. Был приглашен в спортивное общество «Динамо» помощником тренера по гребле. Затем перешел в спортивное общество «Трудовые резервы», позднее переименованного в «Юность России» на должность старшего тренера по гребле на байдарках и каноэ.
За годы работы тренером-преподавателем им были подготовлены более 70 мастеров спорта СССР и России. Один из первых воспитанников тренера Виктор Бойков занял четвертое место на чемпионате Европы в Румынии (1965). Среди них победители и призеры чемпионатов и первенств СССР, Европы и мира.  Наибольшего успеха добился его ученик Виктор Денисов, который выиграл две серебряные награды на летних Олимпийских играх в Сеуле (1988). Он так вспоминал о своем наставнике:

 — Александр Алексеевич умеет и сплотить коллектив, и сказать доброе слово, а когда надо потребовать и даже поругать, — считает Денисов. — Главное же — Сергеев безошибочно распознает талант. Он просеивает песок, чтобы найти золотое зернышко — вот это его дар… — 
Среди других известных воспитанников: чемпионка СССР (1977) Надежда Белякова, победитель международных соревнований «Снаговская регата» Сергей Сергеев, чемпион СССР (1990) Валерий Денисов, серебряный призер чемпионата мира, двукратная победительница первенства мира, шестикратная победительница первенства Европы (2003– 2007) Анастасия Сергеева, серебряный призер чемпионата мира, чемпион России Максим Молочков.
В последние годы — старший тренер-преподаватель государственного бюджетного учреждения дополнительного образования «СДЮСШОР по видам гребли имени олимпийской чемпионки Антонины Серединой». 

## Награды и звания
Заслуженный тренер СССР и РСФСР. 
Кавалер ордена Дружбы и медали «За трудовое отличие». Был отмечен благодарностью Президента Российской Федерации.
Победитель областного конкурса «Лучший тренер года» 1998г., 2000г., 2002 года. 